# Aleuritopteris farinosa
Aleuritopteris farinosa là một loài thực vật có mạch trong họ Adiantaceae. Loài này được (Forssk.) Fée miêu tả khoa học đầu tiên năm 1852.